# Oksana Makarow
Oksana Owczinnikowa-Makarow (ur. 21 lipca 1971 w Wołgogradzie) – rosyjska lekkoatletka specjalizująca się w rzucie oszczepem.
Jako reprezentantka ZSRR startowała w mistrzostwach świata juniorów 1990 w bułgarskim Płowdiw. Z wynikiem 57,26 zajęła wówczas 2 miejsce. Uczestniczka Igrzysk Olimpijskich w 1996 w Atlancie. Rekord życiowy: 64,61 (19 czerwca 1999, Paryż).
Żona dwukrotnego medalisty olimpijskiego i mistrza świata Siergieja Makarowa.